# Vườn quốc gia biển Đảo Lampi
Vườn quốc gia biển Đảo Lampi là một Vườn quốc gia nằm ở khu vực biển quanh các đảo Lanbi, Quần đảo Mergui, Myanmar. Nó được quản lý bởi Đơn vị Bảo tồn Động vật hoang dã và Thiên nhiên Myanmar. Vườn quốc gia này có độ cao dao động từ mực nước biển đến 455 mét.
Vườn quốc gia nhằm bảo tồn môi trường sống trên cả vùng biển lẫn các hải đảo. Các môi trường sống điển hình là rạn san hô, rừng thường xanh nhiệt đới và rừng ngập mặn. Ngoài ra còn có bãi biển và cồn cát, cũng như thảm cỏ biển là nguồn thức ăn của loài bò biển.